# Фирхёфен
Фирхёфен (нем. Vierhöfen) — община в Германии, в земле Нижняя Саксония.
Входит в состав района Харбург. Подчиняется управлению Зальцхаузен. Население составляет 994 человека (на 31 декабря 2010 года). Занимает площадь 13,92 км².